# Culicoides gentilis
Culicoides gentilis är en tvåvingeart som beskrevs av John William Scott Macfie 1934. Culicoides gentilis ingår i släktet Culicoides och familjen svidknott. Inga underarter finns listade i Catalogue of Life.